# 王村镇 (泾川县)
王村镇，是中华人民共和国甘肃省平凉市泾川县下辖的一个乡镇级行政单位。

## 行政区划
王村镇下辖以下地区：
泾源村、上塬村、中塬村、四坡村、掌曲村、光明村、二十里铺村、向明村、王村、百泉村、墩台村、徐王村、燕雷村、朱家涧村、章村、刘家沟村、雷李村和完颜村。